# هيليو سوزا
هيليو فيليب دياس دي سوزا (بالبرتغالية: Hélio Sousa) (مواليد 12 أغسطس 1969)، هو لاعب كرة قدم برتغالي سابق ولعب كلاعب وسط وحاليا هو المُدرب الحالي لمنتخب الكويت.

## مسيرته الكروية
وُلد هيليو، المعروف باسمه الأول في أيام لعبه، في سيتوبال ولعب كامل حياته المهنية مع نادي مسقط رأسه فيتوريا سيتوبال. كونه قائد الفريق منذ سن مبكرة، ظهر لأول مرة مع الفريق الرئيسي خلال موسم 1987-1988 ، واستمر في تجربة الصعود والهبوط على حد سواء طوال 18 موسمًا احترافيًا، كونه لاعب أساسي في عشرة من تلك (ثلاثة في الدرجة الثانية ).
اعتزل هيليو في سن 36 عامًا تقريبًا، بعد مساعدة فيتوريا بالفوز في كأس البرتغال عام 2005 بنتيجة 2-1 على بنفيكا،  بعد أن لعب 424 مباراة في الدوري - الأكثر في تاريخ النادي - وسجل 20 هدفًا. على الصعيد الدولي، كان جزءًا من تشكيلة البرتغال في بطولة العالم للشباب 1989 التي فازت بها المملكة العربية السعودية. في عام 1994، حصل على فرصة المشاركة مع المنتخب الأول.

## مشواره التدريبي
- بعد الاعتزال إنتقل سوزا إلى الإدارة ، والبداية من ناديه المحترف الوحيد، [4] ثم انتقل في 2008-2009 إلى نادي كوفييا، [5] حيث ساعدهم على البقاء في الدرجة الثانية.[6]

- في أغسطس 2010 ، تولى هيليو تدريب منتخب البرتغال تحت سن 18 عامًا . كان مسؤولاً عن العديد من فئات الشباب في الاتحاد البرتغالي لكرة القدم في السنوات التالية.[7][8][9][10]

- في 29 يوليو 2018 ، قاد سوزا الفريق تحت سن 19 إلى أول بطولة أوروبية له على الإطلاق بعد هزيمة إيطاليا 4-3 في الوقت الإضافي في سينايوكي .[11][12]

- في مارس 2019 ، أعلن الاتحاد البحريني لكرة القدم عن التوقيع مع هيليو لقيادة الفريق الوطني الأول.

- في منتصف عام 2025 أعلن مجلس إدارة الاتحاد الكويتي لكرة القدم عن التوقيع مع هيليو لقيادة الفريق الوطني الأول ، مقابل عقد سيتقاضى من خلاله  مع جهازه الفني المساعد 1.6 مليون دولار في السنة الواحدة.[13]

## الإنجازات

### كلاعب
فيتوريا سيتوبال
- كأس البرتغال : 2004-05 [2]

البرتغال
- كأس العالم تحت 20 سنة: 1989 [3]

### كمدرب
فيتوريا سيتوبال
- كأس البرتغال : الوصيف 2005-2006 [14]

البرتغال تحت 17 سنة
- بطولة أوروبا تحت 17 سنة : 2016 [15]

البرتغال تحت 19 سنة
- بطولة اتحاد غرب آسيا لكرة القدم : 2018 [12]

البحرين
- بطولة أوروبا تحت 19 سنة : 2019 [16]
- كأس الخليج العربي : 2019 [17]

## روابط خارجية
- هيليو سوزا على موقع الاتحاد الدولي (مؤرشف)  (الإنجليزية)
- هيليو سوزا على موقع قاعدة بيانات كرة القدم.إي يو (الإنجليزية)
- هيليو سوزا على موقع ناشيونال فوتبول تيمز (الإنجليزية)
- هيليو سوزا على موقع Soccerway.com (الإنجليزية)
- هيليو سوزا، إحصائيات المدرب على ForaDeJogo
- بيانات المنتخب الوطني (بالبرتغالية)